# Île Bernardeau-Boire-Rousse
L'île Bernardeau-Boire-Rousse est une île sur la Loire, en France.
L'île est située près de la rive droite du fleuve, sur le territoire des communes d'Ancenis-Saint-Géréon et de Vair-sur-Loire. Elle mesure 2,3 km de long et 400 m de large, pour une superficie de 61 ha.
L'île n'est pas reliée à la rive du fleuve par un pont.